# منظمة التصنيع بالتعاقد
منظمة تصنيع العقود ، والتي تسمى أحيانًا منظمة تطوير العقود والتصنيع ، هي شركة تخدم شركات أخرى في صناعة الأدوية على أساس عقد لتقديم خدمات شاملة من تطوير الأدوية إلى تصنيعها. هذا يسمح لشركات الأدوية الكبرى الاستعانة بمصادر خارجية لهذه الأعمال التجارية، والتي يمكن أن تساعد في قابلية التوسع أو يمكن أن تسمح للشركة بأن تقوم بالتركيز على اكتشاف الأدوية والتسويق لها.
و من الخدمات التي تقدمها الشركة: مرحلة ما قبل الصياغة، مرحلة تطوير التركيبة الصيدلانية، فحص الاستقرار، تطوير الأساليب، تجربة في المرحلة ما قبل السريرية والمرحلة السريرية الأولى وأيضًا في المرحلة السريرية المتأخرة، زيادة الكمية، تسجيل قوائم الدفع والإنتاج التجاري. تعتبر هذه الشركات أكثر من شركات مصنعة للعقود لاهتمامها بالجانب التطويري.
عملاؤها لا يتوقعون فقط التسعير التنافسي ولكن أيضًا التوافق التنظيمي والمرونة في القدرة الإنتاجية والوقت. عمومًا فمن المطلوب من الشركة أن تتوافق مع ممارسة التصنيع الجيدة من عملائها والهيئات التنظيمية مثل المؤسسة العامة للغذاء و الدواء.

## ملخص
يقوم سوق الأدوية بالاستعانة بمصادر خارجية من مقدمي الخدمات مثل منظمات البحوث التعاقدية ومنظمات التصنيع التعاقدية، وقد ظهر في السنوات الأخيرة مفهوم المصدر الوحيد المزود الشامل لتطوير الأدوية وصناعتها. وقد تم تطبيق هذا المفهوم من قبل مؤسسات تطوير وتصنيع العقود.
تعتبر هذه المنظمات استجابة للطبيعة الدولية التنافسية لسوق الأدوية وكذلك ارتفاع الطلب على الاستعانة بمصادر خارجية للخدمات.
 تقوم أفضل المنظمات بالتركيز على استخدام تكنلوجيا معينة أو على شكل الجرعة الدوائية بالإضافة لتعزيز الاستمرارية المتكاملة والكفاءة لكافة عملائها. مع استيلاء هذه المنظمات ذات الأسعار المناسبة على السوق، قد يكون الاختصاص في مجال معين إجراء فعال للحرص على عدم فقدان حصة السوق.[بحاجة لمصدر]

## تاريخ
قبل الأزمة المالية 2007-2008، كان 75% من المرشحين الذين استعانوا بخدمات خارجية هي شركات صغيرة ومتوسطة الحجم في مجال التكنلوجيا الحيوية والصيدلة. بعد الانهيار المالي في عام 2008 بدأت الصناعة تمول عن طريق الأسهم الخاصة نتيجة للتطور وتوفير إدارة أكثر كفاءة. يمكن أن يكون مفهوم مؤسسات التطوير وتصنيع العقود هو الاتجاه الذي تسير فيه الصناعة من خلال تقديم مجموعة كاملة من خدمات التنمية مثل التنمية والإنتاج والتحليل.
أدت عمليات التملك لهذه المنظمات عام 2017 لرفعها إلى مستوى يسمح لها بالتنافس مع شركات بيو فارما العالمية. كان من المرجح أن تصل قيمة عمليات الاندماج والتملك إلى 20 ملياردولار، وفيما يلي بعض الأمثلة على الاندماج والتملك.
جانب آخر من جوانب التملك هو الحصول على موقع تصنيع من شركات بيو فارما. في عام 2017 قامت شركة فايزر بإنشاء موقع تصنيع في مدينة ليسكاتي الإيطالية. والذي تبعها في العام نفسه موقع تصنيع لشركة أسترازينكا في مدينة ريمس الفرنسية.
و قامت شركة نوفارتس ببناء موقع لها في كندا. وكذلك شركة جلاكسو سميث كلاين التي بدأت التصنيع من جنوب ولاية كارولينا في الولايات المتحدة. 
قامت شركة سامسونغ للبيولوجيا ببناء ثلالثة مصانع بسعة تزيد عن 360.000 لتر، مما يجعلها أكبر مصنع في العالم على أساس العقود في قطاع الأدوية الحيوية في موقع واحد اعتبارًا من 2018.
تهدف منظمة تصنيع العقود إلى أن تكون موردة على نطاق أوسع ولكن عمليات التملك المناسبة محدودة نوعًا ما.

## إيجابيات
اعتادت شركات بيو فارما على تشكيل قدرات تصنيع مخصصة لتنمية الأدوية لتتمكن من إلغائها إذا فشل المنتج في مراحل التجارب السريرية الثالثة، والعمل مع منظمة تصنيع العقود يحد من هذا الخطر المالي.

## سلبيات
ليس لدى العميل السيطرة المباشرة على المشروع فيما يتعلق بالجدولة والتكلفة والجودة أو المساءلة. أمن البيانات قضية يجب النظر فيها عند اختيار المنظمة، حيث أن الملكية الفكرية وغيرها من البيانات المملوكة هي تبادل بين العميل ومزود الخدمة.
يبقى أحد المخاطر الرئيسية في عدم وجود سيطرة للعميل، على سبيل المثال عندما يتم توجيه خطاب تحذير من مؤسسة الغذاء والدواء قد يؤدي إلى انقطاع الإنتاج إلى تأخير كبير أو انقطاع الشحن. أدى ظهور وازدهار منظمة تصنيع العقود إلى زيادة عدد المفتشين من مختلف أقسام مؤسسة الغذاء والدواء (مثل: مركز التقويم والأبحاث البيولوجية وأو مركز التقويم والأبحاث الدوائية).